# Striježevica (Doboj)
Pour les articles homonymes, voir Striježevica.
Striježevica (en serbe cyrillique : Стријежевица) est un village de Bosnie-Herzégovine. Il est situé sur le territoire de la ville de Doboj et dans la république serbe de Bosnie. Selon les premiers résultats du recensement bosnien de 2013, il compte 458 habitants.

## Histoire
Avant la guerre de Bosnie-Herzégovine, le village était situé dans la municipalité de Maglaj.

## Démographie

### Évolution historique de la population dans la localité
| 1948 | 1953 | 1961 | 1971 | 1981 | 1991 | 2013 |
| ---- | ---- | ---- | ---- | ---- | ---- | ---- |
| -    | -    | 812  | 733  | 701  | 597  | 458  |

|  |